# Nadya Ochner
Nadya Ochner (* 14. März 1993 in Meran) ist eine ehemalige italienische Snowboarderin, die in Burgstall in Südtirol aufwuchs.

## Werdegang
Nachdem Ochner in der Saison 2010/2011 den Europacup gewonnen hatte, wurde sie in die italienische A-Nationalmannschaft aufgenommen. Ihre beste Platzierung im Snowboard-Weltcup war der zweite Platz im Parallelslalom in Cortina d’Ampezzo am 19. Dezember 2015.
Am 6. März 2013 gewann Ochner bei der Snowboard-Junioren-WM in Erzurum (Türkei) die Bronzemedaille.
Mit einem Sieg und einem zweiten Platz bei den FIS-Rennen in Landgraaf begann für sie die Saison 2013/14, am 14. Dezember 2013 folgte der vierte Platz im Snowboard-Weltcup in Karersee-Südtirol, zwei Tage später gelang ihr in einem zweiten Wettbewerb mit einem dritten Platz der Sprung auf das Podest. Ochner wurde daraufhin für die Olympischen Winterspiele 2014 in Sotschi nominiert. Mit einem 26. bzw. 22. Platz schaffte sie es nicht über die Qualifikationsrunden hinaus. In der Saison 2013/14 gewann Ochner den Europacup in ihrer Paradedisziplin Parallel-Slalom.
In der Saison 2014/15 erreichte sie den 3. Platz am Karersee-Südtirol. Später gewann Nadya Ochner mit ihrem Teamkollegen Roland Fischnaller das erste Team Event in Montafon. Am 10. Februar 2015 nahm Nadya Ochner, die für die Universität Trient an den Start ging, an der Universiade im spanischen Granada teil und gewann dort mit einem dritten Platz Bronze.
Am 11. Dezember 2023 gab Ochner ihr Karriereende bekannt. Zuvor will sie jedoch noch am 14. Dezember 2023 beim Weltcupbewerb in Karersee-Südtirol an den Start gehen.

## Erfolge

### Olympische Spiele
| Datum            | Ort         | Disziplin       | Platz |
| ---------------- | ----------- | --------------- | ----- |
| 24. Februar 2018 | Pyeongchang | Parallel GS     | 18.   |
| 22. Februar 2014 | Sotschi     | Parallel-Slalom | 22.   |
| 19. Februar 2014 | Sotschi     | Parallel GS     | 26.   |

### Weltcups
| Datum             | Ort                          | Disziplin                        | Platz |
| ----------------- | ---------------------------- | -------------------------------- | ----- |
| 9. Jänner 2019    | Bad Gastein                  | Parallel-Slalom Team Event       | 2.    |
| 13. Dezember 2018 | Skigebiet Carezza – Karersee | Parallel-Riesenslalom            | 1.    |
| 18. März 2018     | Winterberg                   | Parallel-Slalom Team Event       | 1.    |
| 19. März 2017     | Winterberg                   | Parallel-Slalom Team Event       | 1.    |
| 19. Dezember 2015 | Cortina d’Ampezzo            | Parallelslalom                   | 2.    |
| 19. Dezember 2014 | Montafon                     | Parallel-Riesenslalom Team Event | 1.    |
| 16. Dezember 2014 | Skigebiet Carezza – Karersee | Parallel-Riesenslalom            | 3.    |
| 14. Dezember 2013 | Skigebiet Carezza – Karersee | Parallelslalom                   | 4.    |

### Junioren-Weltmeisterschaften
| Datum        | Ort     | Disziplin             | Platz |
| ------------ | ------- | --------------------- | ----- |
| 7. März 2013 | Erzurum | Parallelslalom        | 7.    |
| 6. März 2013 | Erzurum | Parallel-Riesenslalom | 3.    |

### Europacups
| Datum           | Ort                 | Disziplin      | Platz |
| --------------- | ------------------- | -------------- | ----- |
| 16. März 2014   | Ratschings          | Parallelslalom | 4.    |
| 15. März 2014   | Ratschings          | Parallelslalom | 7.    |
| 5. März 2014    | Rogla               | Parallelslalom | 1.    |
| 4. März 2014    | Rogla               | ParallelGS     | 3.    |
| 1. März 2014    | Gerlitzen           | ParallelGS     | 5.    |
| 26. Jänner 2014 | Lizzola Valbandione | Parallelslalom | 1.    |
| 25. Jänner 2014 | Lizzola Valbandione | Parallelslalom | 3.    |

### Universiade
| Datum            | Ort     | Disziplin             | Platz |
| ---------------- | ------- | --------------------- | ----- |
| 10. Februar 2015 | Granada | Parallel-Riesenslalom | 3.    |